# جائزة فرنسا الكبرى 1906
جائزة فرنسا الكبرى 1906 هو سباق فورمولا 1 أقيم بتاريخ 26 and 27 يونيو 1906 في لو مان.